# دلتای نیجر

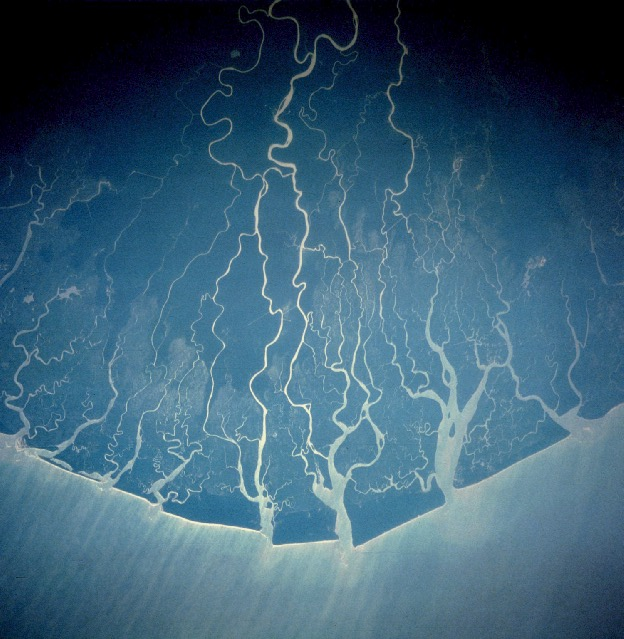
نمایی از دلتای نیجر

دلتای نیجر (انگلیسی: Niger Delta) دلتای رود نیجر است، که در خلیج گینه واقع در اقیانوس اطلس در نیجریه می‌باشد. این ناحیه، ۹ ایالت ساحلی در جنوب نیجریه را در بر می‌گیرد و ۸ ایالت آن دارای مخازن نفتی زیرزمینی می‌باشند.
دلتای نیجر یک منطقه بسیار پرجمعیت است که گاهی رودخانه‌های روغن نیز نامیده می‌شود ، زیرا زمانی تولید کننده عمده روغن نخل بوده‌است. این منطقه از سال ۱۸۸۵ تا ۱۸۹۳ زمانی که گسترش یافت و به حفاظت از ساحل نیجر تبدیل شد ، تحت حفاظت رودخانه‌های روغن بریتانیا بود.دلتا منطقه‌ای نفت‌خیز است و مرکز نگرانی‌های بین‌المللی در مورد آلودگی است که عمدتاً از نشت‌های نفتی عمده شرکت‌های چندملیتی صنعت نفت ناشی شده‌است.